# Tito Carbone (medico)
Tito Carbone (Carbonara Scrivia, 16 luglio 1863 – Milano, 6 settembre 1904) è stato un patologo italiano.

## Biografia
Figlio dello scrittore Domenico Carbone e di Camilla Lessona e nipote di Michele Lessona, studiò nelle università di Torino, Pavia, Firenze e al Collegio delle Province, laureandosi nell'ateneo torinese il 21 luglio 1886 in medicina e chirurgia. Dopo la laurea, si recò a Tortona durante un'epidemia di colera e poi prestò servizio nelle prigioni sotto la guida di Cesare Lombroso. Interessatosi alla ricerca scientifica, frequentò il laboratorio di Giulio Bizzozero e nel 1888 divenne assistente dell'istituto di anatomia patologica diretto da Pio Foà a Torino. Nel 1891 decise di lasciare il laboratorio per accettare la direzione del laboratorio fisiopatologico dell'ospedale mauriziano Umberto I di Torino e nel 1892 ottenne la libera docenza in anatomia patologica. Nel 1896 abbandonò la posizione di direttore del laboratorio fisiopatologico per partire alla volta di Buenos Aires, imbarcandosi come medico di bordo, ma rimasto deluso dall'esperienza sudamericana tornò immediatamente in Italia, entrando all'Istituto sieroterapico milanese al fianco di Serafino Belfanti.
Nel 1897 divenne professore straordinario di anatomia patologica e professore incaricato di patologia generale presso l'Università di Cagliari, nel 1898 fu professore di anatomia patologica all'Università di Modena e nel 1903 fu nominato direttore dell'istituto di anatomia patologica dell'Università di Pisa.

## Attività scientifica
Carbone studiò e pubblicò diversi articoli scientifici sui pigmenti patologici e sull'istogenesi della cirrosi epatica, si dedicò alla batteriologia e all'immunologia, concentrandosi sull'eziopatogenesi delle malattie infettive. Il forte interesse per queste ultime lo spinse a studiare attentamente un caso di brucellosi, che tuttavia contrasse e lo portò nel giro di pochi mesi alla morte.